# Groß-Zimmern
Groß-Zimmern là một đô thị thuộc huyện Darmstadt-Dieburg, bang Hessen, Đức. Đô thị Groß-Zimmern có diện tích 21,26 km². Đô thị này có cự ly 10 km về phía đông Darmstadt.